# Leo A. Paquette
Leo Armand Paquette (* 15. Juli 1934 in Worcester (Massachusetts); † 21. Januar 2019) war ein US-amerikanischer organischer Chemiker. Ihm gelang die erste Synthese von Dodecahedran.

## Karriere
Paquette erhielt 1956 seinen Master-Abschluss in Chemie magna cum laude vom Holy Cross College und wurde 1959 bei Norman A. Nelson am Massachusetts Institute of Technology promoviert. 1959 bis 1963 war er Forschungschemiker bei der Upjohn Company. 1963 wurde er Assistant Professor und 1969 wurde er Professor für Chemie an der Ohio State University. 1981 bis 1987 war er dort Kimberley Professor und ab 1987 Distinguished University Professor für Chemie. Er litt zuletzt an der Parkinson-Krankheit.
Er war 1989 mit einem Humboldt-Forschungspreis an der Albert-Ludwigs-Universität Freiburg. Außerdem war er Gastprofessor an der Universität Groningen (1975), an der University of California, Santa Barbara (1975), an der University of Colorado (1974), an der University of Iowa (1970), der Michigan State University (1968), der Universität Paris (1985), der Universität Heidelberg (1984), der Northwestern University (1981) und der Texas A&M University (1979).

## Werk
Von ihm stammen 800 Forschungsartikel zur organischen Chemie und 40 Patente (Stand 2004), und in einem Nachruf wird er als Herausgeber oder Autor von 17 Büchern, über 1200 Forschungsartikeln und 38 Buchkapiteln zitiert (2019).
Er befasste sich unter anderem mit Synthese und Totalsynthese in der organischen Chemie, silizium-organischen Reagenzien, molekularen Umordnungen, ungewöhnlichen Molekülen in der organischen Chemie, Übergangsmetall-Katalyse. Außerdem unter anderem Aromatizität und Heterocyclen. Bei den Totalsynthesen von Naturstoffen befasste er sich unter anderem mit der von Taxol.

## Ehrungen und Mitgliedschaften
1965 erhielt Paquette ein Forschungsstipendium der Alfred P. Sloan Foundation (Sloan Research Fellowship) und 1976/77 war er Guggenheim Fellow. 1983 wurde er in die National Academy of Sciences gewählt. 1971 war er Morley Medalist der Sektion Cleveland der American Chemical Society (ACS) und 1979 Preisträger der Sektion Columbus der ACS. 1984 erhielt er den National Award for Creative Work in Synthetic Organic Chemistry. 1987 erhielt er einen Arthur C. Cope Scholar Award, 1990 die Sullivant Medal der Ohio State University, 1992 den Ernest Guenther Award in the Chemistry of Natural Products der American Chemical Society und 1993 den Centenary Award der Royal Society of Chemistry. Er war 1992 Fellow der Japan Society for the Promotion of Science. 2002 erhielt er den S. T. Li Prize for Science and Technology. 1984 wurde er Ehrendoktor seiner Alma Mater, des Holy Cross College.
1986 bis 1988 war er Chairman der Medical Chemistry Study Section der National Institutes of Health und 1984 bis 1987 im Rat für Chemie der National Science Foundation.

## Privates
1957 heiratete er Estelle Baril, mit der er fünf Kinder hat. Als Hobby hatte er verschiedene Outdoor-Aktivitäten wie Wandern und Skifahren und er spielte gern Softball und Tischtennis mit seinen Studenten.

## Schriften
Als Herausgeber:
- Encyclopedia of reagents for organic synthesis, 14 Bände, Wiley 1995, 2009
- Handbook of reagents for organic synthesis, Wiley 1999-2007
- Organic Reactions, Editor-In-Chief, Vols. 38-55
- Encyclopedia of reagents for organic synthesis, 1995
- Comprehensive Organic Synthesis: Combining C-C pi-bonds, Pergamon Press 1991

Bücher und Buchbeiträge:
- Principles of modern heterocyclic chemistry, New York: Benjamin 1968
- mit Annette M. Doherty: Polyquinane chemistry : syntheses and reactions, Springer 1987
- The development of polyquinante chemistry, in: Organic chemistry, Topics in Current Chemistry 79, Springer 1979
- Recent synthetic developments in polyquinane chemistry, in: Topics in Current Chemistry, Band 119, Springer 1984

Einige Aufsätze:
- Realities of extened homoaromaticity, Angewandte Chemie, Int. Edition, Band 17, Nr. 2, 1978, S. 106–117
- mit W. E. Fristad u. a.: Silanes in organic-synthesis, 8, Preparation of Vinylsilanes from Ketones and their regiospecific Cyclopentenone annulation, Journal of Organic Chemistry, Band 45, 1980, S. 3017–3028
- mit Ternansky, Balogh: Dodecahedrane, Jornal of the American Chemical Society, Band 104, 1982, S. 4503–4504
- mit R. Gleiter: Sigma-Pi interaction as a controlling factor in the stereoselectivity of addition-reactions, Accounts of Chemical Research, Band 16, Nr. 9, 1983, S. 328–334
- mit R. J. Ternansky, D. W. Balogh u. a.: Total Synthesis of Dodecahedrane, Journal of the American Chemical Society, Band 105, 1983, S. 5446–5450
- mit Clifford J. Lau: An example of spontaneous resolution by sublimation, Journal of Organic Chemistry, Band 52, Nr. 8, 1987, S. 1634–1635